# Whytes honingzuiger
Whytes honingzuiger (Cinnyris whytei) is een zangvogel uit de familie Nectariniidae (honingzuigers). Het is een vogel van berggebieden in Zambia, Malawi en Tanzania. Meestal wordt deze soort als ondersoort beschouwd van de berghoningzuiger (C.ludovicensis). Whytes honingzuiger staat sinds 2017 op de IOC World Bird List als aparte soort.

## Taxonomie
In 1948 beschreef C.W. Benson een ondersoort als C. afer whytei op grond van specimens die al in 1896 door de heer A. Whyte waren verzameld in het hoogland van Nyassaland (het huidige Malawi). Rond het jaar 2000 werd  in het Rubehogebergte, (regio  Morogoro) en in het Udzungwagebergte (regio Dodoma) in Tanzania een nieuwe ondersoort (C. w. skye) aangetroffen. Er volgde moleculair genetisch onderzoek aan een reeks verwante honingzuigers en ecologisch onderzoek naar de nieuw ontdekte 'berghoningzuigers'. Hieruit bleek dat de in Zambia, Malawi en Tanzania voorkomende berghoningzuigers een aparte clade vormen die sterk afwijkt van de nominaat (C. l. ludovicensis).

### Ondersoorten
Er zijn twee ondersoorten:
- C. w. whytei in Zambia en Malawi
- C. w. skye in de bovengenoemde berggebieden in Tanzania.

## Leefgebied
Whytes honingzuiger komt voor in berggebieden tussen de 1700 en 2250 m boven zeeniveau. De soort heeft een voorkeur voor bosranden en een vrij open landschap, dat grenst aan graslanden. In geschikt habitat is de vogel gemakkelijk waar te nemen en niet schaars. Toch melden Bowie et al (2016) dat er habitatverlies optreedt door versnippering en omzetting in terrein voor intensief agrarisch gebruik in de smalle gebergtezone, waarin deze honingzuigers voorkomen.